# Собор Троицы Живоначальной (Раменское)
Собор Троицы Живоначальной (Троицкий собор) — православный храм в городе Раменское Московской области. Главный храм Раменского благочинного округа Коломенской епархии.

## История
В 1846 году жители села Троицкого Бронницкого уезда обратились с прошением к митрополиту Московскому и Коломенскому Филарету (Дроздову) за разрешением построить новую каменную церковь во имя Святой Троицы в селе Троицком-Раменском на озере Борисоглебском: «С умножением числа прихожан Троицкая наша Церковь, по тесноте своей, ныне оказывается не вместительного. Посему имеем мы желание, не касаясь настоящей нашей Церкви, на приличном и удобном месте, в оном селе Троицком вновь соорудить каменный Трехпрестольный Храм». 
В результате кирпичная, пятиглавая в русско-византийском стиле церковь Живоначальной Троицы была построена в 1852—1855 годах на средства купцов, владельцев бумагопрядильной фабрики — братьев Малютиных при участии княгини Анны Александровны Голицыной. Первоначально храм был трехпрестольным: святой Троицы, апостолов Петра и Павла и святителя Николая.
В 1886—1889 годах по проекту архитектора А. Я. Целерова к Троицкому храму была пристроена шатровая колокольня в русском стиле с боковыми притворами. После этого в главном храме были Петропавловский и Никольский приделы, а в новой пристройке — Успенский и Михаило-Архангельский. В приход Троицкой церкви входили: село Раменское, деревни Клишева, Дергаево, Игумново, Дементьево, Донино и Поповка.
Храм пережил Октябрьскую революцию, но был закрыт в советское время гонения на церковь в 1938 году: церковь была разграблена, иконы сожгли, купола с крестами и колокола сбросили на землю. Весь причт храма был арестован и расстрелян. После Великой Отечественной войны в здании храма располагались пивоваренный завод, макаронная фабрика, цех безалкогольных напитков. В 1950-х годах были разобраны пятиглавие и верхний ярус колокольни.
Восстановление Троицкого собора началось в 1989 году. К зиме 1990 года верующие могли находиться внутри здания, где в южном приделе Михаила Архангела начались службы. В результате восстановления храма из пяти куполов по техническим причинам потолка был сооружён один. В начале 2010 года был проведён косметический ремонт здания и полностью перекрашен фасад. Троицкий собор начал полноценную деятельность. При храме действует благотворительная столовая и работает воскресная школа. 

### Священники
- Герасим Воронцов - в 1830-е
- Иван Сергеев Троицкий (род. ок. 1812) - в 1850-е.
- Василий Федоров Беляев  - конец 1850-х
- Современный настоятель собора — игумен Никодим (Лунёв)[5].